# Alexander Romanov
Alexander Stanislavovič Romanov (rusky Александр Станиславович Романов; * 6. ledna 2000) je profesionální ruský hokejový obránce působící v týmu New York Islanders v severoamerické National Hockey League (NHL). Je vnukem ruského trenéra a bývalého sovětského hokejisty Zinetuly Biljaletdinova.

## Hráčská kariéra
Ve vstupním draftu NHL 2018 byl ve druhém kole draftován z celkového 38. místa klubem Montreal Canadiens. Vstupní nováčkovskou smlouvu s kanadským klubem podepsal 13. července 2020. V červenci 2022 byl vyměněn do klubu New York Islanders.
V sezóně 2018/19 získal s klubem CSKA Moskva Gagarinův pohár. 

## Statistiky

### Klubové statistiky
| Sezóna      | Klub               | Soutěž      |     | Základní část | Základní část | Základní část | Základní část | Základní část |   | Play off | Play off | Play off | Play off | Play off |
| Sezóna      | Klub               | Soutěž      | Z   | G             | A             | B             | TM            | Z             | G | A        | B        | TM       |          |          |
| 2016–17     | MHC Křídla Sovětů  | MHL         | 15  | 1             | 2             | 3             | 2             | —             | — | —        | —        | —        |          |          |
| 2017–18     | Krasnaja armija    | MHL         | 37  | 7             | 7             | 14            | 37            | —             | — | —        | —        | —        |          |          |
| 2018–19     | CSKA Moskva        | KHL         | 43  | 1             | 3             | 4             | 12            | 4             | 0 | 0        | 0        | 2        |          |          |
| 2019–20     | CSKA Moskva        | KHL         | 43  | 0             | 7             | 7             | 14            | 4             | 0 | 0        | 0        | 0        |          |          |
| 2020–21     | Montreal Canadiens | NHL         | 54  | 1             | 5             | 6             | 21            | 4             | 1 | 0        | 1        | 0        |          |          |
| 2021–22     | Montreal Canadiens | NHL         | 79  | 3             | 10            | 13            | 53            | —             | — | —        | —        | —        |          |          |
| 2022–23     | New York Islanders | NHL         | 76  | 2             | 20            | 22            | 43            | 4             | 0 | 0        | 0        | 2        |          |          |
| 2023–24     | New York Islanders | NHL         | 81  | 7             | 15            | 22            | 20            | 5             | 0 | 1        | 1        | 0        |          |          |
| 2024–25     | New York Islanders | NHL         | 64  | 4             | 16            | 20            | 20            | —             | — | —        | —        | —        |          |          |
| KHL celkově | KHL celkově        | KHL celkově | 86  | 1             | 10            | 11            | 26            | 8             | 0 | 0        | 0        | 2        |          |          |
| NHL celkově | NHL celkově        | NHL celkově | 354 | 17            | 66            | 83            | 157           | 13            | 1 | 1        | 2        | 2        |          |          |

### Reprezentační statistiky
| Rok                            | Tým                            | Soutěž                         | Z  | G | A  | B  | TM |
| ------------------------------ | ------------------------------ | ------------------------------ | -- | - | -- | -- | -- |
| 2018                           | Rusko 18                       | MS18                           | 5  | 1 | 2  | 3  | 0  |
| 2019                           | Rusko 20                       | MSJ                            | 7  | 1 | 7  | 8  | 0  |
| 2020                           | Rusko 20                       | MSJ                            | 7  | 1 | 5  | 6  | 2  |
| Juniorská reprezentace celkově | Juniorská reprezentace celkově | Juniorská reprezentace celkově | 19 | 3 | 14 | 17 | 2  |